# Kobresia cuneata
Kobresia cuneata är en halvgräsart som beskrevs av Georg Kükenthal. Kobresia cuneata ingår i släktet sävstarrar, och familjen halvgräs. Inga underarter finns listade i Catalogue of Life.